# Символи префектури Сіґа

## Символи префектури
|         |  |  |        |
| Емблема |  |  | Прапор |

- Емблема префектури

Емблема префектури Шіґа —  напис імені префектури у вигляді стилізованих знаків японської абетки катакана — シ (сі) ліворуч та ガ(ґа) праворуч. Обидва знаки поєднані в коло, уособлення миру і гармонії. Внутрішня частина кола символізує озеро Біва. Крилоподібні частини знаків означають злет і розвиток. Емблема затверджена 3 квітня 1957 року префектурною постановою № 138 . Інколи емблема префектури називається «префектурним гербом».
- Знак-символ префектури

Окремий знак-символ префектури Хіросіма відсутній. Зазвичай, емблема використовується як знак-символ префектури.
- Прапор префектури

Положення про прапор префектури Шіґа було затверджено 16 вересня 1968 року префектурною постановою № 355.. Прапор складається з полотнища блакитного кольору, співвідношення сторін якого дорівнює 2 до 3. У центрі розміщується емблема префектури Шіґа білого кольору.
- Дерево префектури

Японський клен (Acer palmatum) є деревом-символом префектури Шіґа. Восени його листя червоніє, приваблюючи місцевих мешканців та іноземних туристів. Особливо багато цих дерев у садах місцевих буддистських храмів. Клен затверджено деревом префектури Омі у жовтні 1966 року.
- Квітка префектури

Квіткою префектури вважається рододендрон (Rhododendron). Він розцвітає у квітні—травні. Рододендрон затверджено квіткою префектури Шіґа у лютому 1954 року.
- Птах префектури

Пірникоза мала (Tachybaptus ruficollis) була затверджена птахом префектури Омі у липні 1965 року. Цей птах здавна мешкає у околицях озера Біва.